# Miguel Francisco González-Díez González-Núñez
Blahoslavený Miguel Francisco González-Díez González-Núñez, řeholním jménem Andrés (Ondřej) z Palazuela (8. května 1883, Palazuelo de Torío – 31. července 1936, Madrid), byl španělský římskokatolický kněz, řeholník Řádu menších bratří kapucínů a mučedník.

## Život
Narodil se 8. května 1883 v Palazuelo de Torío.
Dne 31. července 1899 vstoupil v Kastilské provincii do řádu kapucínů a přijal jméno Ondřej z Palazuela. Své sliby složil roku 1900. Dne 19. září 1908 přijal kněžské svěcení.
Působil jako profesor filosofie, definitor a provinciální archivář. Pobýval v klášteře Jesús Medinaceli.
Když vypukla v červenci roku 1936 španělská občanská válka a katolická církev byla pronásledována, otec Ondřej byl nucen 20. července opustit klášter. Dne 30. července byl zatčen. Před lidovou milicí vyslovil slova „Pane, odpusť jim, neboť nevědí, co činí“.
Dne 31. července byl v Pradera San Isidro v Madridu zastřelen.

## Proces blahořečení
Jeho proces blahořečení byl zahájen roku 1954 v arcidiecézi Madrid, a to spolu s dalšími jedenatřiceti spolubratry kapucíny.
Dne 27. března 2013 uznal papež František jejich mučednictví. Blahořečeni byli 13. října 2013 ve skupině 522 španělských mučedníků.